# Флетчер, Кен
Кеннет Норман Джозеф (Кен) Флетчер (англ. Kenneth Norman Joseph 'Ken' Fletcher; 15 июня 1940, Брисбен — 11 февраля 2006, Брисбен) — австралийский теннисист-любитель и теннисный тренер. Обладатель Большого шлема в смешанном парном разряде за 1963 год (с Маргарет Смит); победитель 10 турниров Большого шлема в миксте; победитель чемпионата Франции 1964 года и Уимблдонского турнира 1966 года в мужском парном разряде.

## Личная жизнь
Кен Флетчер родился в 1940 году в семье Нормана и Этель Флетчер и был единственным ребёнком. Свою первую семью он завёл в Лондоне; от первой жены Кэрол у него было двое детей — Джульен и Дженнифер. Позже, уже в 90-е годы, его постоянной партнёршей стала Кэти Криг из Брисбена.
Кен Флетчер был открытым и импульсивным человеком, его привлекали женщины и азартные игры, и у него было множество друзей. Выступая в статусе любителя, на протяжении всей карьеры Флетчер постоянно нуждался в деньгах, которых не всегда хватало даже на продукты. Поэтому он постоянно искал способ заработать своей игрой, не потеряв при этом любительского статуса. Его друг Хью Ланн вспоминает, что Флетчер играл на турнире в Каире за бесплатные билеты на рейсы авиакомпании «Egypt Air», а в Уганде — рассчитывая на контракт на поставку одежды из Гонконга в Африку. Его партнёрами в турне и товарищеских матчах были бизнесмены и арабский шейх, щедро платившие за право играть с ним. От шаха Ирана Флетчер получил деньги на проведение всемирного турне иранской теннисной сборной.
Несмотря на хроническое безденежье, Флетчер постоянно искал возможности для благотворительности. Его богатые спонсоры время от времени поддавались на его уговоры и выделяли деньги на благотворительные проекты. Среди его друзей был богатый американский филантроп ирландского происхождения Чак Фини, пожертвовавший (в том числе благодаря Флетчеру) более 350 миллионов долларов на медицинские учреждения в Австралии и в особенности в Квинсленде.
Кен Флетчер скончался в Брисбене в возрасте 65 лет от рака.

## Спортивная карьера
Кен Флетчер начал играть в теннис в пять лет. Как вспоминает Хью Ланн, его первую ракетку подарил ему один из победителей чемпионата Франции. К семи годам Кен занимался теннисом регулярно, а к десяти обыгрывал всех сверстников с сухим счётом и предпочитал играть с мальчиками постарше.
В 18 лет, в 1959 году, Флетчера включили в состав сборной Австралии перед финальным матчем с американцами в Кубке Дэвиса, но на корт ему выйти так и не пришлось. В дальнейшем, в 60-е годы, ситуация повторялась несколько раз: Флетчер включался в состав, но из-за длинной «скамейки» сборной на корт не выходил.
За свою любительскую игровую карьеру Флетчер выиграл 31 турнир и входил в число ведущих теннисистов-любителей (в том числе был посеян под третьим номером в одном из розыгрышей Уимблдонского турнира), но ни разу не сумел победить на турнирах Большого шлема. Ближе всего к победе он был в 1963 году на чемпионате Австралии, когда в финале уступил Рою Эмерсону в трёх сетах.
В парах Флетчер достиг более высоких успехов, в 1963 году завоевав с Маргарет Смит Большой шлем в миксте, а в общей сложности выиграв в паре с ней десять турниров Большого шлема с 1963 по 1968 год. Он также выиграл два турнира Большого шлема в мужских парах — чемпионат Франции 1964 года с Эмерсоном и Уимблдонский турнир 1966 года с Джоном Ньюкомбом — и ещё семь раз доходил до финала, в том числе трижды на Уимблдоне. Всего на Уимблдонском турнире он сыграл в 60-е годы десять финальных матчей: четыре в мужских парах и шесть в миксте.
Флетчер продолжал регулярно выступать до 1971 года и провёл несколько матчей в 1972 и 1973 годах. После окончания активной карьеры он работал тренером сначала во Всеанглийском теннисном клубе в Уимблдоне, а позже в Гонконге.

## Стиль игры
Как партнёрша Флетчера по смешанному парному разряду, Маргарет Смит-Корт, так и тренер сборной Австралии Гарри Хопман, называли Флетчера мастером игры открытой ракеткой. Корт также упоминала в качестве сильных сторон его игры хорошую реакцию и способность предвидеть действия соперников. По её мнению, играя в паре, Флетчер был лучше любого из современных теннисистов.

## Участие в финалах турниров Большого шлема за карьеру (22)[5]

### Мужской одиночный разряд (1)
Поражение (1)
| Год  | Турнир              | Соперник в финале | Счёт в финале |
| ---- | ------------------- | ----------------- | ------------- |
| 1963 | Чемпионат Австралии | Рой Эмерсон       | 3-6, 3-6, 1-6 |

### Мужской парный разряд (9)

#### Победы (2)
| Год  | Турнир              | Партнёр      | Соперники в финале       | Счёт в финале      |
| ---- | ------------------- | ------------ | ------------------------ | ------------------ |
| 1964 | Чемпионат Франции   | Рой Эмерсон  | Джон Ньюкомб Тони Роч    | 7-5, 6-3, 3-6, 7-5 |
| 1966 | Уимблдонский турнир | Джон Ньюкомб | Оуэн Дэвидсон Билл Боури | 6-3, 6-4, 3-6, 6-3 |

#### Поражения (7)
| Год  | Турнир                  | Партнёр      | Соперники в финале       | Счёт в финале             |
| ---- | ----------------------- | ------------ | ------------------------ | ------------------------- |
| 1963 | Чемпионат Австралии     | Джон Ньюкомб | Фред Столл Боб Хьюитт    | 2-6, 6-3, 3-6, 6-3, 3-6   |
| 1964 | Чемпионат Австралии (2) | Рой Эмерсон  | Фред Столл Боб Хьюитт    | 4-6, 5-7, 6-3, 6-4, 12-14 |
| 1964 | Уимблдонский турнир     | Рой Эмерсон  | Фред Столл Боб Хьюитт    | 5-7, 9-11, 4-6            |
| 1965 | Чемпионат Франции       | Боб Хьюитт   | Фред Столл Рой Эмерсон   | 8-6, 3-6, 6-8, 2-6        |
| 1965 | Уимблдонский турнир (2) | Боб Хьюитт   | Джон Ньюкомб Тони Роч    | 5-7, 3-6, 4-6             |
| 1967 | Чемпионат Франции (2)   | Рой Эмерсон  | Джон Ньюкомб Тони Роч    | 3-6, 7-9, 10-12           |
| 1967 | Уимблдонский турнир (3) | Рой Эмерсон  | Фрю Макмиллан Боб Хьюитт | 2-6, 3-6, 4-6             |

### Смешанный парный разряд (12)

#### Победы (10)
| Год  | Турнир                  | Партнёр            | Соперники в финале                 | Счёт в финале |
| ---- | ----------------------- | ------------------ | ---------------------------------- | ------------- |
| 1963 | Чемпионат Австралии     | Маргарет Смит      | Лесли Тёрнер Фред Столл            | 7-5, 5-7, 6-4 |
| 1963 | Чемпионат Франции       | Маргарет Смит      | Лесли Тёрнер Фред Столл            | 6-1, 6-2      |
| 1963 | Уимблдонский турнир     | Маргарет Смит      | Дарлин Хард Боб Хьюитт             | 11-9, 6-4     |
| 1963 | Чемпионат США           | Маргарет Смит      | Джуди Тегарт Эд Рубинофф           | 3-6, 8-6, 6-2 |
| 1964 | Чемпионат Австралии (2) | Маргарет Смит      | Джен Лиэйн Майк Сэнгстер           | 6-3, 6-2      |
| 1964 | Чемпионат Франции (2)   | Маргарет Смит      | Лесли Тёрнер Фред Столл            | 6-3, 4-6, 8-6 |
| 1965 | Чемпионат Франции (3)   | Маргарет Смит      | Мария Буэно Джон Ньюкомб           | 6-4, 6-4      |
| 1965 | Уимблдонский турнир (2) | Маргарет Смит      | Джуди Тегарт Тони Роч              | 12-10, 6-3    |
| 1966 | Уимблдонский турнир (3) | Маргарет Смит      | Билли-Джин Кинг Деннис Ралстон     | 4-6, 6-3, 6-3 |
| 1968 | Уимблдонский турнир (4) | Маргарет Смит-Корт | Ольга Морозова Александр Метревели | 6-1, 14-12    |

#### Поражения (2)
| Год  | Турнир                  | Партнёр       | Соперники в финале            | Счёт в финале |
| ---- | ----------------------- | ------------- | ----------------------------- | ------------- |
| 1964 | Уимблдонский турнир     | Маргарет Смит | Лесли Тёрнер Фред Столл       | 4-6, 4-6      |
| 1966 | Уимблдонский турнир (2) | Мария Буэно   | Билли-Джин Кинг Оуэн Дэвидсон | 5-7, 2-6      |